# Panna Julia (dramat)

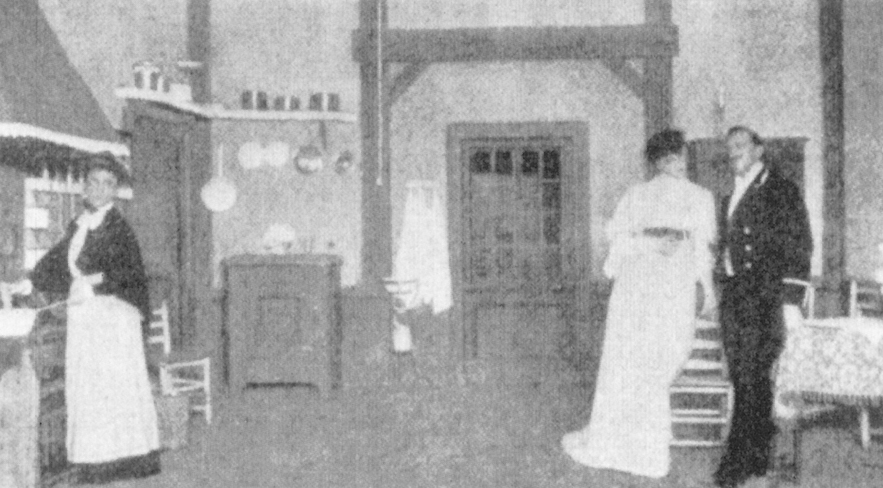
Panna Julia wystawiana w Sztokholmie w 1905 roku.

Panna Julia (szw. Fröken Julie) – naturalistyczny dramat autorstwa Augusta Strindberga, napisany w roku 1888. Dzieło traktuje o walce klas, miłości, pożądaniu, wojnie płci i wzajemnych oddziaływaniach między nimi. Akcja dramatu rozgrywa się w dzień przesilenia letniego 1874 na dworze hrabiowskim w Szwecji. Julia, młoda arystokratka, pragnąca uciec od obwarowanego konwenansami życia i zaznać trochę rozrywki, tańczy na corocznej zabawie służby. Tam poznaje starszego służącego, lokaja imieniem Jean, który jest niezwykle oczytany, ma nienaganne maniery i dużo podróżował. Wydarzenia mają miejsce w kuchni posiadłości ojca Julii; pracuje tam służąca Krystyna, narzeczona Jeana, która przysłuchuje się rozmowie ukochanego z panną Julią. 
Ważnym elementem fabuły jest przedstawienie różnych rodzajów władzy, kontroli. Panna Julia ma władzę nad Jeanem, ponieważ pochodzi z wyższej warstwy społecznej. Jean ma władzę nad Julią, ponieważ jest mężczyzną i nie krępują go konwencje arystokracji. Hrabia, ojciec Julii (wielokrotnie wspominany, ale nigdy niepojawiający się na scenie), jako arystokrata, pracodawca i ojciec, ma władzę nad obojgiem.
Rzeczonej nocy, relacja między Panną Julią a Jeanem, wcześniej oparta na niezobowiązującym flircie i niby-walce o władzę, przeistacza się w pożądanie, całkowicie zresztą skonsumowane. W trakcie dramatu Julia i Jean walczą o kontrolę nad sytuacją i żadne nie osiąga znaczącej przewagi, dopóki Jean nie przekonuje młodej arystokratki, że jedynym sposobem na uniknięcie jej przeznaczenia jest wspólny wyjazd - ucieczka do Szwajcarii gdzie mogą otworzyć hotelik i zacząć nowe życie .
Panna Julia składa się z tylko jednego aktu. Na język polski przełożona została w roku 1891.